# Liste der Monuments historiques in Gonsans
Die Liste der Monuments historiques in Gonsans führt die Monuments historiques in der französischen Gemeinde Gonsans auf.

## Liste der Immobilien
| Bezeichnung       | Beschreibung   | Standort               | Kennzeichnung | Schutzstatus | Datum | Bild           |
| ----------------- | -------------- | ---------------------- | ------------- | ------------ | ----- | -------------- |
| Kirche St-Maurice | 1724/25 erbaut | Rue de l’Église (Lage) | PA25000068    | Inscrit      | 2009  | weitere Bilder |

## Liste der Objekte
| Bezeichnung                           | Beschreibung                                                                                      | Standort                        | Kennzeichnung | Schutzstatus | Datum | Bild |
| ------------------------------------- | ------------------------------------------------------------------------------------------------- | ------------------------------- | ------------- | ------------ | ----- | ---- |
| Retabel                               | Stein, farbig gefasst, 16. Jahrhundert                                                            | in der Kirche St-Maurice (Lage) | PM25000747    | Classé       | 1908  |      |
| Reiterskulptur Heiliger Mauritius (?) | Stein, farbig gefasst, 16. Jahrhundert                                                            | in der Kirche St-Maurice (Lage) | PM25000748    | Classé       | 1928  |      |
| Pietà                                 | Stein, farbig gefasst, 16. Jahrhundert                                                            | in der Kirche St-Maurice (Lage) | PM25000749    | Classé       | 1928  |      |
| Taufaltar                             | Taufbecken, Retabel und Gemälde; Holz, teilweise vergoldet, Ölfarbe auf Leinwand, 18. Jahrhundert | in der Kirche St-Maurice (Lage) | PM25000750    | Classé       | 1988  |      |